# Жозеф Бальзамо (роман)
«Жозеф Бальзамо» — исторический роман Александра Дюма-отца, первая часть тетралогии «Записки врача», посвящённой событиям последней трети XVIII века. Русскоязычным читателям роман также известен под названием «Записки врача» и «Джузеппе Бальзамо».
Роман написан в сотрудничестве с Огюстом Маке и публиковался в газете «Ля Пресс» как роман-фельетон в 1846—1848 годах. 
В 1878 году на сцене была поставлена пьеса «Жозеф Бальзамо», написанная по мотивам романа.
В основу романа легли реальные исторические события времён правления Людовика XV. Центральной фигурой является таинственный граф Калиостро (он же Жозеф Бальзамо), искусный врач, чародей, великий магистр масонского ордена, в сети интриг которого попадают многие влиятельные персоны высшего света европейских государств.
В романе описываются трагические события последних лет царствования Людовика XV. Среди действующих лиц король Франции, дофин Луи-Огюст, его жена Мария-Антуанетта, герцог де Шуазель, графиня Дюбарри, Жан-Жак Руссо, Жан-Поль Марат и другие.
По роману в 1949 году был снят фильм «Чёрная магия» / англ.: "Black Magic" режиссёра Грегори Ратоффа с Орсоном Уэллсом в роли Калиостро, а в 1973 году — мини-сериал «Жозеф Бальзамо» с Жаном Маре в главной роли.

## Издания в СССР
Роман в рамках тетралогии издавался в СССР в 1989 и 1990 гг. - на излёте Перестройки (ранее "не рекомендовался к изданию" как и все романы данного цикла по идеологическим мотивам - из-за "неправильного" освещения предреволюционных и революционных событий во Франции во второй половине восемнадцатого века, движущей силой революции в романе показаны не "революционные массы", а заговорщики и граф Калиостро).